# Nails (группа)
Nails — американская грайндкор/пауэрвайоленс-группа из Окснарда (Калифорния). Коллектив был основан в 2009 году Тоддом Джонсом, бывшим гитаристом группы Terror, вместе с басистом Джоном Джанелли и барабанщиком Тейлором Янгом из Disgrace. В том же 2009 году вышел первый релиз группы, EP Obscene Humanity. На данный момент у группы 4 полноформатных альбома: Unsilent Death (2010), Abandon All Life (2013), You Will Never Be One of Us (2016) и Every Bridge Burning (2024). Nails получили широкую известность и признание критиков благодаря своему зверскому и интенсивному звучанию.

## История
Группа была основана в 2009 году в Окснарде (Калифорния) Тоддом Джонсом, бывшим гитаристом группы Terror, вместе с басистом Джоном Гьянелли и барабанщиком Тейлором Янгом. В том же году вышел дебютный релиз, мини-альбом Obscene Humanity, и уже в следующем году состоялся выход первого LP группы, получившего название Unsilent Death. Перед выходом второго полноформатного альбома Abandon All Life группа заключила контракт с Southern Lord Records. Свой третий альбом You Will Never Be One of Us группа выпустила 17 июня 2016 года на лейбле Nuclear Blast.
25 июля 2016 года группа внезапно отменила европейский тур, а промоутеры заявили, что группа взяла перерыв и «не планирует больше выступать вживую или записываться». Это также привело к отмене выступления на фестивале Ozzfest Meets Knotfest. Тодд Джонс позже заявил, что группа никогда не брала перерыв. В декабре 2016 года группа вернулась, выступив на фестивале The Power of the Riff и выпустив сплит с Full of Hell.
30 ноября 2020 года, после анонса юбилейного переиздания Unsilent Death, Янг объявил, что покинул группу в начале весны. На следующий день после этого Джон Джанелли также подтвердил свой уход из группы. С этого момента Тодд Джонс остаётся единственным участником группы.
10 июня 2024 года группа выпустила сингл «Imposing Will», что совпало с объявлением о том, что их четвёртый студийный альбом будет называться Every Bridge Burning, и что в их состав теперь входят гитарист Шелби Лермо из Ulthar, барабанщик Карлос Круз из Warbringer и басист Эндрю Солис из Despise You и Apparition.

## Состав
Нынешний состав
- Todd Jones — вокал, гитара (с 2009)
- Shelby Lermo — гитара (с 2024)
- Andrew Solis — бас-гитара (с 2024)
- Carlos Cruz — ударные (с 2024)

Бывшие участники
- John Gianelli — бас-гитара, бэк-вокал (2009—2020)
- Taylor Young — ударные (2009—2020)
- Tom Hogan — ударные (2009)
- Andrew Saba — гитара (2012—2015)
- Leon del Muerte — гитара, бэк-вокал  (2017—2019)

Концертные участники
- Jon Westbrook — бас-гитара (2009)
- Phil Sgrosso — гитара (2016)

## Дискография

### Студийные альбомы
- Unsilent Death (2010)
- Abandon All Life (2013)
- You Will Never Be One of Us (2016)
- Every Bridge Burning (2024)

### EPs
- Obscene Humanity 12-inch (2009)
- Nails/Skin Like Iron (2012)
- Nails / Full of Hell (2016)
- I Don’t Want to Know You (2019)